# Aureliu Leca
Aureliu Leca (n. 25 iunie 1940, Ploiești - d. 30 ianuarie 2015) a fost un profesor universitar emerit dr. inginer, autor și coautor a 33 de cărți, monografii și manuale universitare în domeniul energetic; a publicat numeroase articole, studii și lucrări de specialitate în țară și în străinătate, fost președinte și director general RENEL, fost senator în perioada 2000-2004 în județul Olt pe listele partidului PSD. În ultima perioadă a vieții sale era profesor consultant și îndrumător de doctorat la Universitatea Politehnica din București.

## Biografie
Aureliu Leca a studiat la Universitatea Politehnica din București, Facultatea de Energetică, Secția de Termoenergetică, promoția 1963, absolvind ca șef de promoție. În perioada iulie 1968 - iunie 1969 a studiat în străinatate ca bursier Fullbright la Universitatea din Florida, Gainesville, Florida-SUA, departamentul de Științe de Inginerie Nucleară. În anul 1972, și-a susținut teza de doctorat în domeniul centralelor termoelectrice, Institutul Politehnic București, având ca subiect: Rugozitatea artificială pentru intensificarea transferului de căldură în reactoarele nucleare.

Între anii 1990-1993 și 1997-1998 a ocupat funcția de Președinte și Director General al Regiei Autonome de Electricitate - RENEL, iar din 2000 până în 2004 a fost senator în județul Olt din partea partidului PSD.

## Activitate profesională

### Funcții
- Asistent universitar (1963-1969), lector (1969-1974), conferențiar (1974-1990), profesor (din 1990) în Ingineria Energetică, Mecanică și Nucleară, Universitatea Politehnica din București, Facultatea de Energetică, Catedra Centrale Electrice;
- Membru fondator la Academia de Științe Tehnice din România (din 1997);
- Membru, Consiliul Consultativ pentru Energie al Președintelui României (ianuarie 1997 - noiembrie 2000);
- Președinte, Federația Patronală Electricitate, Petrol și Gaze - ELPEGA (martie 1997 - iunie 1999);
- Președinte (aprilie 1992-aprilie 1994, septembrie 1999–aprilie 2203), Prim vicepreședinte (aprilie 1994 - septembrie 1999), Confederația Națională a Patronatului Român;
- Coordonator de proiect PNUD, „Centrul de Pregătire, Informare și Diseminare în domeniul Managementului Energetic” - TIDCEM (noiembrie 1994 - iunie 1999);
- Secretar de Stat, Șeful Departamentului Energiei, Ministerul Industriei și Resurselor (noiembrie 1990 - februarie 1991);
- Președinte și Director General, Regia Autonomă de Electricitate - RENEL (noiembrie 1990 - mai 1993 și martie 1997 - august 1998);
- Președinte, Firma Bossard-Consultants (Franța) în România (martie 1994 - martie 1997);
- Membru, Consiliul de Conducere al Consiliului de Cooperare Economică al Mării Negre, reprezentantul României (septembrie 1992 - mai 1995);
- Consilier, Regia Autonomă de Electricitate - RENEL (mai 1993 - februarie 1994);
- Președinte, Comitetul Național Român al Consiliului Mondial al Energiei (noiembrie 1990 - mai 1993;  martie 1997 - mai 2004);
- Membru, Consiliul Consultativ al Președintelui Autorității Naționale de Reglementare în domeniul Energiei - ANRE (aprilie 1999 - mai 2003);
- Director, Departamentul de energie, Grupul GRIVCO (septembrie 1998 - iunie 2003);
- Șef de catedră, Catedra Centrale Electrice, Facultatea de Energetică (1990);
- Prodecan, Facultatea de Energetică (1972-1981);
- Senator, membru al Parlamentului României - Secretar al Comisiei de Privatizare, Legislația 2000-2004 (decembrie 2000 - decembrie 2004);
- Profesor, Șef de catedră, Catedra UNESCO de Științe Inginerești, Programul Energie-Mediu, Universitatea „Politehnica” București (din octombrie 1992);
- Președinte, „Fundația Română pentru Energie și Mediu” (din martie 1998);
- Președinte de Onoare, Confederația Națională a Patronatului Român (din aprilie 2003);
- Prim vicepreședinte, Confederația Patronatelor din România (din ianuarie 2000);
- Auditor termoenergetic de către ARCE (din 2004);
- Auditor energetic pentru clădiri, gradul I (din 2006).

### Speaker la conferințe internaționale
- Financial Times Conference (Londra, noiembrie 1992)
- The Second World Coal Conference (Londra, martie 1993)
- United Nations, Economic Commission for Europe (Geneva, mai 1993)
- The Second International Conference on Environmental Pollution (Barcelona, sept-oct 1993)
- USAID, Utility Partnership Program Annual Meeting (Riga, octombrie 1997)
- GLOBE Foundation, International Conference GLOBE '98 (Vancouver, martie 1998)
- USTDA, Crossroads of the World Conference (Istanbul, mai 1998)
- IBC UK, Restructuring and Privatisation of the Electricity Industries in Central and Eastern Europe (Praga, iulie 1998)
- International Conference on Caspian Energy to Europe, (București, septembrie 1998)
- Phare Program, Energy Investment Management - Experts Training, (Viena, decembrie 1998)
- Economic and Business Summit: “Rebuilding South-East Europe” (Thessaloniki, noiembrie 1999)
- Belgian Nuclear Society, “Energy Policies of Romania”, (Brussels, aprilie 2001)
- World Energy Congress, 16th Congress (Houston, septembrie 1998)
- World Energy Congress, 17th Congress (Buenos Aires, octombrie 2001)
- TAIEX Seminar, “Renewable Energy Sources and Energy Efficiency in a Liberalised European Energy Market” (Bruxelles, 10-12 octombrie 2002)
- The e-Parliament, “Action Network on Climate and Energy” (Torino, iunie 2003)
- 5th Inter-Parliamentary Meeting, “Promotion of the European Experience on Renewable Energy Sources and Climate Change. A High Level Approach” (Atena, iunie 2003)
- World Energy Council Workshop, “District Heating and Cogeneration in Transition Economies: Policies and Regulations” (Moscova, martie 2004)
- International Conference for Renewable Energies (Bonn, iunie 2004)
- International Conference “Energy in Central and Eastern Europe” (București, noiembrie 2006)
- International Conference “Energy Efficiency in Housing Sector – World Practices and Approaches to its Implementation in Ukraine”, Ministry of Housing and Municipal Economy of Ukraine (Kiev, 23 aprilie 2008)

## Opere științifice

### Cărți, Manuale universitare

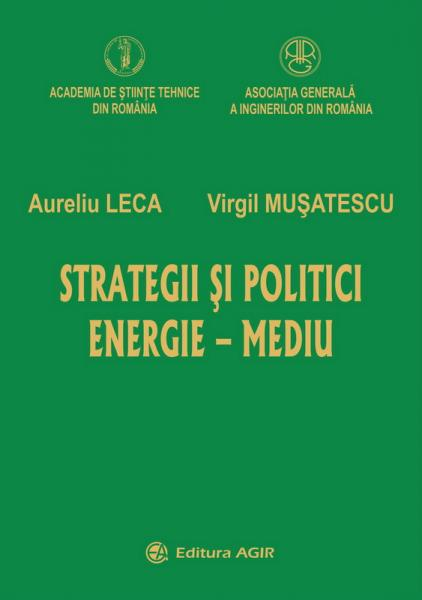
Strategii și politici energie-mediuAureliu Leca, Virgil MușatescuEditura AGIR, București, 2010

- Rețele termice și hidropneumatice, Autori: Corneliu Burducea, Constantin Dinculescu, Aureliu Leca, Editura Didactică și pedagocică, București, 1968
- Conducte și rețele termice, Autori: Corneliu Burducea, Aureliu Leca, Editura Tehnică, București, 1974
- Posibilități de economisire a combustibililor și căldurii în centralele termice industriale și termoelectrice, Autori: Costin Moțoiu, Horia Furtunescu, Aureliu Leca, Victor Athanasovici, Editura Tehnică, București, 1976
- Centrale Electrice. Probleme, Autori: Aureliu Leca, Costin Moțoiu, Nicolae Stan, Cezar Ionescu, Virgil Mușatescu, Constantin Brătianu, Marin Ghergu, Longin Ionescu, Gheorghe Zidaru, Victor Athanasovici, Constantin Neaga, Editura Didactică și Pedagogică, București, 1977
- Ridicarea eficienței aparatelor schimbătoare de căldură, Autor: Aureliu Leca, Editura Tehnică, București, 1978
- Instalații termice industriale, Colectiv de autori, Editura Tehnică, București, 1978
- Procese și instalații termice în centrale nucleare electrice, Autori: Aureliu Leca, Mihai Pop, Nicolae Stan, Adrian Badea, Ladislau Luca, Editura Didactică și Pedagogică, București, 1979
- Procese de transfer de căldură și de masă în instalațiile industriale, Colectiv de autori, Editura Tehnică, București, 1982
- Transfer de căldură și masă. Teorie și aplicații, Autori: Aureliu Leca, Dan Ștefănescu, Ladislau Luca, Adrian Badea, Mircea Marinescu, Editura Didactică și Pedagogică, București, 1983
- Instalații termice industriale. Culegere de probleme pentru ingineri - 2 Volume, Autori: Ioan Gheorghe Carabogdan, Adrian Badea, Aureliu Leca, Victor Athanasovici, Longin Ionescu, Editura Tehnică, București, 1983
- Lexicon de termodinamică și mașini termice - 4 volume, Colectiv de autori, Editura Tehnică, București, 1985
- Conducte pentru agenți termici, Autori: Aureliu Leca, Ilie Prisecaru, Horia-Mihail Tănase, Lazăr Lupescu, Cornel Raica, Editura Tehnică, București, 1986
- Manualul inginerului termotehnician - 3 Volume, Colectiv de autori, Editura Tehnică, București, 1986
- Îndrumar. Tabele, nomograme si formule termotehnice, Volumul II,  Autori: Aureliu Leca, Mihai G. Pop, Editura Tehnică, București, 1987
- Proprietăți termofizice si termodinamice - Solide, Lichide, Gaze - 3 Volume, Autori: Aureliu Leca, Ilie Prisecaru, Editura Tehnică, București, 1994
- ENERG - Energie. Eficiență. Restructurare. Gestiune, Volumul al XV-lea, Autori: Aureliu Leca, Virgil Mușatescu, Emil Statie, Editura Tehnică, București, 1997
- Principii de management energetic, Colectiv de autori, Editura Tehnică, București, 1997
- Transfer de căldură și masă. O abordare inginerească, Autori: Aureliu Leca, Emilia-Cerna Mladin, Mihaela Stan, Editura Tehnică, București, 1998
- Serviciul public de încălzire centralizată. Propuneri de eficientizare, Autori: Aureliu Leca, Cristina Cremenescu, Editura AGIR, București, 2008
- Managementul Energiei. Principii, concepte, politici, instrumente. Editia a II-a, Colectiv de autori, Coordonatori: Aureliu Leca, Virgil Mușatescu, Editura AGIR, București, 2008
- Strategii și politici energie-mediu în România, Autori: Aureliu Leca, Virgil Mușatescu, Editura AGIR, București, 2010

### Studii, Articole, Lucrări
- Generator de abur pentru CNE. Pentru uzul studenților, Autori: Aureliu Leca, Mihail Ceclan, București, 1992
- Impactul implementării pachetului energie-schimbări climatice asupra economiei românești, Autori: Aureliu Leca (coordonator), Virgil Mușatescu, Dorel Mihai Paraschiv, Roxana Voicu-Dorobanțu, Ana Maria Marinoiu, Institutul European din România, 2010

## Premii și distincții
- Medalia jubiliară pentru merite deosebite depuse în dezvoltarea energeticii românești, acordată de Consiliul Științific al Institutului de cercetări și modernizări energetice  (4 iunie 1980)
- Premiul Ionel Purica pentru contribuții deosebite la dezvoltarea energeticii nucleare în România, acordat de Asociația Română "Energia Nucleară" (1992)
- Diplomă de onoare pentru contribuția deosebită adusă la progresul tehnic în domeniul instalațiilor pentru construcții, acordată de Asociația Inginerilor de Instalații din România (București, 16 octombrie 1996)
- The Medal of Joy Boyle Friendship Association, acordată de Ambasadorul Canadei Gilles Duguay (București, 31 iulie 1998)
- Ordinul Național Steaua României în gradul de Cavaler pentru merite deosebite în dezvoltarea cercetării și în progresul științei și tehnologiei, acordat de Președintele Emil Constantinescu (2000)
- Premiul I la Forumul Regional de Energie FOREN pentru lucrarea Proposals for a new Strategy of Romania (2010)
- Premiul de excelență Energypedia O viață dedicată energeticii românești, acordat de CEZ România (9-10 octombrie 2012)
- Lifetime Achievement, Energy Oscars, acordat de Energynomics (noiembrie 2013)
- Lifetime Achievement for Excellence Award, Romanian Energy Awards, acordat de The Diplomat Bucharest (aprilie 2014)